# 九龍巴士36線
九龍巴士36線是香港一條來往荃灣西站及梨木樹的日間巴士路線，以循環線形式運作，順時針圍繞城門谷公園所處的山嶺而行，於荃灣西站開出後先順序經荃灣市中心（沙咀道）、石圍角及象山邨前往梨木樹，其後經昌榮路迴旋處、國瑞路、大窩口站及沙咀道返回荃灣西站。

## 歷史
- 1971年1月15日：36線投入服務，是首條服務梨木樹邨地區的巴士路線。當時來往梨木樹邨及荃灣碼頭。
- 1973年：途經油麻磡路，以服務油麻磡村的居民。
- 1980年6月30日：昌榮路迴旋處通車後，不再途經油麻磡路。
- 1981年4月1日：往梨木樹方向改經大河道、青山公路－荃灣段及青山公路－葵涌段往國瑞路，不經沙咀道及德士古道；往荃灣碼頭改經德士古道往沙咀道，不再途經眾安街。
- 1983年12月22日：荃灣碼頭總站遷往現時荃灣運輸大樓下的新總站[1]；同日起往梨木樹邨方向改經沙咀道、德士古道、德士古道北及城門道。
- 1993年8月8日：往梨木樹方向改經荃富街及關門口街，不再途經德士古道北及城門道。
- 2003年11月23日：增設空調巴士服務。
- 2003年10月26日：為配合荃灣西站巴士總站啟用及九廣西鐵（現稱港鐵西鐵綫）即將通車，總站遷往該處。
- 2012年4月10日：本線提升為全空調服務，亦象徵梨木樹巴士路線及葵涌東北取道和宜合路往來城隧至荃葵、九龍市區的巴士路線中，再沒有非空調巴士服務的路線[2]。由於荃灣西鐵路站及梨木樹同屬於荃灣區，而途經的和宜合道及昌榮路，是荃灣區及葵青區的區界之一，中途停站的和宜合道運動場、昌榮路工業區以及荃富街（實地為大窩口荊冕堂）均屬葵青區，因此本線在合併前創下一個紀錄，曾是唯一一條兩邊總站均在荃灣區，需經其他地區前往的區內巴士路線，另外6條為3M、3P、31M、235M、以及新巴的3A線。
- 2013年11月30日：32B線併入本線並改為循環線運作；此線由荃灣西站開出後，順時針途經石圍角邨、象山邨及梨木樹，然後依原有路線返回荃灣西站。同日起增設235線轉乘36M線之單向八達通轉乘優惠，方便原有由大窩口站前往梨木樹邨之乘客，並加密班次，繁忙時間每10分鐘一班。[3]
- 2015年12月31日：增設到站時間預報。

## 服務時間及班次
| 荃灣西站開       | 荃灣西站開  | 荃灣西站開   |
| 日期             | 服務時間    | 班次（分鐘） |
| ---------------- | ----------- | ------------ |
| 星期一至五       | 05:30-07:00 | 15           |
| 星期一至五       | 07:00-08:00 | 10           |
| 星期一至五       | 08:00-09:00 | 12           |
| 星期一至五       | 09:00-15:30 | 15           |
| 星期一至五       | 15:30-20:30 | 12           |
| 星期一至五       | 20:30-22:30 | 15           |
| 星期一至五       | 22:30-23:10 | 20           |
| 星期一至五       | 23:10-00:25 | 25           |
| 星期六           | 05:30-07:30 | 20           |
| 星期六           | 07:30-09:30 | 12           |
| 星期六           | 09:30-12:30 | 15           |
| 星期六           | 12:30-16:30 | 12           |
| 星期六           | 16:30-19:00 | 10           |
| 星期六           | 19:00-21:00 | 15           |
| 星期六           | 21:00-22:00 | 12           |
| 星期六           | 22:00-22:45 | 15           |
| 星期六           | 22:45-00:25 | 20           |
| 星期日及公眾假期 | 05:30-07:30 | 20           |
| 星期日及公眾假期 | 07:30-08:00 | 15           |
| 星期日及公眾假期 | 08:00-11:00 | 12           |
| 星期日及公眾假期 | 11:00-15:00 | 15           |
| 星期日及公眾假期 | 15:00-19:00 | 12           |
| 星期日及公眾假期 | 19:00-22:45 | 15           |
| 星期日及公眾假期 | 22:45-00:25 | 20           |

特別班次（梨木樹→荃灣西站）
- 星期一至日：05:30、05:45

## 收費
全程：$4.8
- 可風中學往梨木樹邨：$4.5

| - 本線設有12歲以下小童及65歲或以上長者半價優惠。 - 65歲或以上香港居民使用「樂悠咭」，以及12歲以下合資格殘疾兒童使用「殘疾人士身份」個人八達通繳付車資，均可享有每程$2.0或半價（以較低者為準）的票價優惠；12至64歲合資格殘疾人士使用「殘疾人士身份」個人八達通（包括「樂悠咭」），以及60至64歲香港居民使用「樂悠咭」繳付車資，均可享有每程$2.0或全費（以較低者為準）的票價優惠。 - 65歲或以上長者如使用長者或一般個人八達通繳付車資，則只可享有半價優惠；12至64歲合資格殘疾人士如不使用「殘疾人士身份」個人八達通，以及60至64歲人士如不使用「樂悠咭」繳付車資，必須繳付全費。 - 乘客可以現金或八達通於上車時付款，不設找續。 - 每位成人乘客可免費攜帶最多兩名4歲以下而不佔座位的兒童乘客乘車，超額之4歲以下小童必須繳付小童車費乘車。 - 持有「九巴月票」之乘客在車票有效期內，每日可享最多10程任何九龍巴士及龍運巴士路線（包括本路線，以及聯營路線的九龍巴士／龍運巴士提供的班次；惟乘搭機場「A」及「NA」線則可享原價二七折優惠（不會計算每天10次合資格車程））；而B1線則每日可享最多各2程（不會計算每天10次合資格車程）。 - 九龍巴士、城巴、龍運巴士及陽光巴士全職員工及家屬（不包括外判職員）可免費乘搭本路線，惟必須拍職員或職員家屬八達通。 - 乘客亦可透過多元化電子支付系統（e度嘟）繳付車資，包括使用非接觸式VISA卡、JCB卡、萬事達卡、銀聯卡、美國運通、大來國際、Discover Card、Apple Pay、Google Pay、Samsung Pay、AlipayHK「易乘碼」、支付寶、WeChatHK／微信支付「搭車碼」、銀聯雲閃付「乘車碼」及BOC Pay「乘車碼」。乘客使用此付款方式，使用此支付方式的乘客可享有中途下車之分段收費，以及與其他九巴／龍運獨營路線或聯營線九巴／龍運班次之轉乘優惠，惟不適用於與非九巴／龍運路線之轉乘優惠，亦不能享有「公共交通費用補貼計劃」及「長者及合資格殘疾人士公共交通票價優惠計劃」。 |

### 八達通轉乘優惠
乘客登上本線後150分鐘內以同一張八達通卡轉乘以下路線，或從以下路線登車後150分鐘內以同一張八達通卡轉乘本線，次程可獲$4.2車資折扣優惠：
- 36往荃灣西站 → 57M、58M/P、59M、60M、61M、61P、66M、67M、68A、68M、69M、260C、265M、268M、269M/P
- 57M、58M、59M、60M、61M/61P、66M、67M、68A、68M、69M/P、251M、259E、260C、265M、268M、269M/A→ 36往梨木樹

## 使用車輛
本線開辦初期最初以「亞比安」及主要以當時較新款的「塞頓」Pennine 4型單層巴士行走，到了1980年代，本線以丹拿E型雙層巴士作主力。
1990年代初，丹拿E型巴士退役，本線先後以丹拿珍寶及利蘭勝利二型作主力。隨著利蘭勝利二型年事已高需要退役，本線改為採用一些配後置引擎的兩軸巴士行走。當中包括都城嘉慕都城型、前置丹尼士喝采、丹尼士統治者等。另外，九巴一輛配ECW車身的1981年利蘭奧林比安巴士（BL3）亦被派到36線安享晚年。
踏入21世紀，兩軸巴士大量淘汰，因此九巴改派三軸巴士行駛。2003年11月23日，本線增派2輛空調巴士行駛；2011年7月1日，本線再增派1輛空調巴士行駛，2012年4月10日，本線提升全空調服務。
現時本線使用富豪B9TL 12米（AVBWU) 及6輛Enviro500 MMC 12米（ATENU），均屬荔枝角車廠。
| 車隊編號 | 車牌   |
| -------- | ------ |
| ATENU441 | TE7968 |
| ATENU525 | TK6258 |
| ATENU529 | TK7298 |
| ATENU559 | TL5811 |
| ATENU711 | TR4553 |
| ATENU726 | TR8167 |

## 行車路線
經：大河道、沙咀道、德士古道、荃富街、關門口街、西樓角路、蕙荃路、石圍角路、二坡圳路、三棟屋路、和宜合交匯處、象山邨西路、掉頭支路、象山邨西路、和宜合交匯處、和宜合道、梨木樹公共運輸交匯處、和宜合道、昌榮路、昌榮路迴旋處、國瑞路、德士古道、沙咀道及大河道。

### 沿線車站
| 荃灣西站開 | 荃灣西站開       | 荃灣西站開             |
| 序號       | 車站名稱         | 位置                   |
| ---------- | ---------------- | ---------------------- |
| 1          | 荃灣西站巴士總站 | 荃灣西站公共運輸交匯處 |
| 2          | 戴麟趾夫人診所   | 沙咀道                 |
| 3          | 鹹田街           | 沙咀道                 |
| 4          | 名逸居           | 沙咀道                 |
| 5          | 荃富街公園       | 荃富街                 |
| 6          | 綠楊新邨         | 蕙荃路                 |
| 7          | 石圍角邨石蓮樓   | 石圍角路               |
| 8          | 石圍角邨石菊樓   | 石圍角路               |
| 9          | 東普陀           | 二陂圳路               |
| 10         | 三棟屋村         | 三棟屋路               |
| 11         | 象山邨秀山樓     | 象山邨西路             |
| 12         | 可風中學         | 和宜合道               |
| 13^        | 梨木樹巴士總站   | 梨木樹公共運輸交匯處   |
| 14         | 和宜合道運動場   | 和宜合道               |
| 15         | 昌榮路           | 昌榮路                 |
| 16         | 昌榮路迴旋處     | 國瑞路                 |
| 17         | 國瑞路公園       | 國瑞路                 |
| 18         | 大窩口站         | 國瑞路                 |
| 19         | 荃富街           | 德士古道               |
| 20         | 尚翠苑           | 沙咀道                 |
| 21         | 寶石大廈         | 沙咀道                 |
| 22         | 戴麟趾夫人診所   | 沙咀道                 |
| 23         | 荃灣西站巴士總站 | 荃灣西站公共運輸交匯處 |

- ^早上特別班次由此站開出往荃灣西站。

## 客量
本線一向以來是梨木樹邨居民往來荃灣市中心的主要路線，但一直受到小巴的競爭，而到了1990年城門隧道通車後，多條取道城門隧道的路線相繼投入服務而均途經和宜合道及梨木樹，而且該批路線班次都十分頻密，且往荃灣市中心都比本線直接，本線客量因而不斷下降，直至2005年後梨木樹邨重建工程完峻及入伙，客量才略有起色。
而且本路線特別進入國瑞路，方便往來國瑞路的乘客，加上2002年末增設與新界西北區巴士路線提供轉乘優惠，以面對紅色小巴的競爭，不過自從專線小巴312線加設梨木樹邨往來荃灣德士古道的分段收費，該分段車費比起本線空調巴士收費低廉，本線客量受到進一步的流失。根據2013-2014年路線發展計劃，此路線在與32B線合併前的每日平均乘客量為約7700人次，最繁忙的一小時最高載客率為85%，非繁忙時段的一小時最高載客率為67%。

### 引用
1. ↑  〈新荃灣碼頭廣場交通措施〉，香港政府新聞公報，1983年12月20日。
2. ↑  九巴36線全空調巴士服務 （页面存档备份，存于），2012年4月5日，九巴
3. ↑  32B線與36線合併之宣傳單張 （页面存档备份，存于），九巴網站
4. ↑  循環線折返點及還原為全程車費；特別班次起點
5. ↑  九巴服務重組建議 –合併第36及32B號線 （页面存档备份，存于），2013年

### 網站
- 九巴36線－i-busnet.com （页面存档备份，存于）
- 九巴36線－681巴士總站（页面存档备份，存于）

### 書籍
- 容偉釗. . 香港: BSI (香港). 2002年  [2017-06-23]. ISBN 962-8414-62-3. （原始内容存档于2016-03-26）. （页面存档备份，存于）
- 郭炳華. . 香港: 80M巴士專門店. 2010年. ISBN 962-8686-95-X.

## 外部連結
九巴
- 九巴36線－九龍巴士

OpenStreetMap
- 36線路線圖 （页面存档备份，存于）